# Landtagswahlkreis Soest I
Der Landtagswahlkreis Soest I ist ein Landtagswahlkreis in Nordrhein-Westfalen. Er umfasst die Städte Soest und Werl sowie die Gemeinden Bad Sassendorf, Ense, Lippetal, Möhnesee, Welver und Wickede (Ruhr) im Kreis Soest.

## 2022
Wahlberechtigt waren 115.689 Einwohner, die Wahlbeteiligung betrug 57,3 Prozent.
| Direktkandidat    | Partei | Erststimmen in % | Zweitstimmen in % |
| ----------------- | ------ | ---------------- | ----------------- |
| Heinrich Frieling | CDU    | 43,2             | 41,4              |
| Till Heemann      | SPD    | 26,5             | 24,6              |
| Jürgen Klug       | GRÜNE  | 15,0             | 16,0              |
| Mayela Hiltenkamp | FDP    | 5,0              | 5,7               |
| Wilfried Jacobi   | AfD    | 5,5              | 5,5               |
| Roland Linnhoff   | LINKE  | 1,8              | 1,7               |
| –                 | Übrige | 2,9              | 5,1               |

## 2017
| Direktkandidat       | Partei  | Erststimmen in % | Zweitstimmen in % |
| -------------------- | ------- | ---------------- | ----------------- |
| Norbert Römer        | SPD     | 32,0             | 31,6              |
| Heinrich Frieling    | CDU     | 42,4             | 35,6              |
| Sebastian Strumann   | GRÜNE   | 5,0              | 5,3               |
| Ingo Schremmer       | FDP     | 9,2              | 12,6              |
| Frank Rupprecht      | PIRATEN | 1,4              | 0,8               |
| Winfried Hagenkötter | LINKE   | 4,5              | 4,1               |
| Wilfried Jacobi      | AfD     | 5,6              | 7,0               |
| –                    | Übrige  | –                | 2,9               |

Damit wurde Heinrich Frieling (CDU) als Nachfolger des langjährigen Wahlkreisabgeordneten Eckhard Uhlenberg direkt gewählt. Daneben wurde der SPD-Direktkandidat und Fraktionsvorsitzende Norbert Römer über Platz zwei der Landesliste seiner Partei in der Landtag gewählt.

## 2012
Wahlberechtigt waren 115.460 Einwohner.
| Direktkandidat       | Partei  | Erststimmen in % | Zweitstimmen in % |
| -------------------- | ------- | ---------------- | ----------------- |
| Eckhard Uhlenberg    | CDU     | 41,8             | 31,0              |
| Norbert Römer        | SPD     | 37,1             | 38,6              |
| Frank Hilgenkamp     | GRÜNE   | 7,6              | 9,7               |
| Ingo Schremmer       | FDP     | 4,2              | 8,2               |
| Winfried Hagenkötter | LINKE   | 2,0              | 1,9               |
| Sandra Scheck        | Piraten | 7,2              | 7,1               |
| –                    | Übrige  | –                | 3,5               |

## Landtagswahl 2010
Wahlberechtigt waren 115.463 Einwohner.
| Direktkandidat                          | Partei   | Erststimmen in % | Zweitstimmen in % |
| --------------------------------------- | -------- | ---------------- | ----------------- |
| Eckhard Uhlenberg                       | CDU      | 48,8             | 40,1              |
| Norbert Römer                           | SPD      | 31,7             | 31,8              |
| Werner Liedmann                         | GRÜNE    | 9,1              | 10,9              |
| Wilhelm Reinecke                        | FDP      | 4,1              | 7,0               |
| Manfred Weretecki                       | LINKE    | 4,6              | 4,7               |
| Sven Sladek                             | Piraten  | 1,4              | 1,4               |
| Wolfgang von Volesky Graf zu Friedeberg | SG - NRW | 0,3              | –                 |
| –                                       | Übrige   | –                | 4,1               |

Damit wurde Eckhard Uhlenberg direkt gewählt. Norbert Römer zog über die Landesliste seiner Partei ebenfalls in den Landtag ein.

## Landtagswahl 2005
Wahlberechtigt waren 113.825 Einwohner.
| Direktkandidat         | Partei | Stimmen in % |
| ---------------------- | ------ | ------------ |
| Norbert Römer          | SPD    | 31,6         |
| Eckhard Uhlenberg      | CDU    | 52,2         |
| Wilhelm Reinecke       | FDP    | 6,0          |
| Jutta Maybaum          | GRÜNE  | 5,5          |
| Gabriele Kiel-Juchhoff | REP    | 0,7          |
| Oliver Paulin          | PDS    | 0,8          |
| André Schossow         | NPD    | 0,9          |
| Uwe Keil               | WASG   | 2,3          |